# Oxathres proxima
Oxathres proxima là một loài bọ cánh cứng trong họ Cerambycidae.